# Gmina związkowa Hochspeyer
Gmina związkowa Hochspeyer (niem. Verbandsgemeinde Hochspeyer) – dawna gmina związkowa w Niemczech, w kraju związkowym Nadrenia-Palatynat, w powiecie Kaiserslautern. Siedziba gminy związkowej znajdowała się w miejscowości Hochspeyer. 1 lipca 2014 gmina związkowa została połączona z gminą związkową Enkenbach-Alsenborn tworząc nową gminę związkową Enkenbach-Alsenborn.  

## Podział administracyjny
Gmina związkowa zrzeszała cztery gminy wiejskie:
1. Fischbach
2. Frankenstein
3. Hochspeyer
4. Waldleiningen